# Criodrilus lacuum
Espèce
Criodrilus lacuum est une espèce de vers annélides qui, en France, porte le nom commun « Criodrile » selon le Larousse de 1890 qui le définit comme « Lombric aquatique dont la tête est soudée à l'anneau buccal ». 
Cette espèce, discrète et pour cette raison méconnue du grand-public a été découverte par le zoologiste allemand Fritz Muller en 1844, à partir d’individus collectés dans une zone humide dite " Tegel-see "  près de Berlin puis scientifiquement décrite et dessinée (en 1845) par un autre naturaliste : Hoffmeister. Puis 30 ans ont suivi, sans autres (re)découverte d'individus de cette même espèce. Il a fallu attendre 1876 pour en retrouver dans un bras du Danube près de Linz.
Ces animaux sont dits « limicoles » (fouilleurs de vase), mais ils sont parfois trouvés dans des amas denses de bryophytes, entre des feuilles mortes ou entre une écorce décollée et son tronc de bois mort immergé. Ils semblent fuir la lumière ou les milieux sans protection, mais s'aventurent parfois en pleine lumière (sur des substrats durs notamment). 
La famille des Criodrilidae (ou « Criodrilidés ») rassemble des vers oligochètes du groupe des lombriciens. Elle est à ce jour uniquement représentée par le genre Criodrilus. Elle comprend tous les oligochètes « lombricomorphes » (qui ressemblent à des lombrics) qui sont aussi réellement aquatiques (il existe aussi en Asie quelques espèces proches du lombric vivant sous l'eau, mais qui ne sont que semi-aquatiques, devant périodiquement respirer dans l'atmosphère via un siphon).
Selon Omodeo, ces vers pourraient peut-être être utilisés par l'Homme.

## Découverte et classification des « lombrics aquatiques »
Dans les années 1960, seules trois ou quatre espèces de lombrics aquatiques avaient été décrites, rarement remarquées par le grand public.
Les criodriles ont été un temps placés dans la famille de vers de terre Glossoscolecidae puis Almidae, mais ils sont à l'heure actuelle considérés comme constituant une famille à part entière.
En 1984, selon le biologiste italien Pietro Omodeo (de l’Université de Padoue), 12 espèces de « vers de terre aquatiques » étaient scientifiquement décrites dans les eaux douces européennes, dans des environnements différents : deux espèces ne vivent que dans le sapropèle (boue noire fétide et anoxique). Quatre étaient trouvées soit dans le sapropèle, soit dans le gyttja (sédiment plus oxygéné), les autres préférant ce dernier substrat, mais Eisenia spelaea ne semble vivre en Italie que dans la litière immergée de ruisseaux de montagne.

## Caractéristiques
Les Criodrilidae sont aquatiques mais aussi capables de survivre un certain temps hors de l’eau dans l’air humide. Leur peau est plus fine et beaucoup plus translucide que celle des vers de terre. 
Selon M Bouché comme toutes les espèces limicoles et comme beaucoup  d’espèces hygrophiles, ils présentent des organes de copulation spécialisés avec des spermatophores (comme chez les vers du genre Alma, également aquatiques ou hydrophiles), mais pas de  branchies, alors que les Almas en ont).

Ils sont caractérisés par l’absence de néphridies (organes excréteurs typiques des invertébrés) sur les segments antérieurs (cf. Pontodrilus), et par un tube digestif simplifié (sans gésier et sans typhlosole). 

A part cela, ils sont très semblables aux « vers de terre » ; comme eux dotés d’un clitellum pluricellulaire, ainsi que d’un système vasculaire complexe, avec des capillaires.
Les pores mâles sont situés derrière les pores femelles.

## Habitats
De manière générale, les espèces de criodrilidés sont réputées vivre dans la vase ou la boue ou d'autres types de sédiments riches en matière organique ou dans des sols saturés en eau à proximité de lacs ou de cours d'eau (à la manière des Sparganophilus en Amérique du Nord). On pense qu'ils trouvent dans la vase une matière organique souvent abondante, mais doivent souvent y composer avec une faible teneur en oxygène, voire avec l'anoxie du milieu. Pour respirer, certaines espèces exposent alors leur région postérieure très vascularisée en surface ou à proximité de la surface (« « comportements de respiration caudale » selon Bouché, 1970 »). Ils peuvent s’enfoncer profondément dans la vase, même très argileuse selon Örley.
Si Criodrilus lacuum se montre capable de survivre dans des environnements hautement pollués, comme les tubifex et d’autres représentants de leur famille (Naididae) ; par exemple on en a récemment trouvé en Bulgarie (où la première mention de l’espèce ne date que de 1963 (par Russev) en pleine ville (dans le sédiment de la rivière Dragalevska, très polluée par des rejets  industriels) ; l’espèce a  été trouvée au niveau de la traversée par ce cours d’eau du jardin public (Loven Park) dans le centre-sud de Sofia, dans les courbes de la rivière (là où la matière organique s'accumule naturellement). 
Mais on en trouve parfois aussi dans des eaux courantes eutrophes (y compris au niveau de cascades ou chutes d’eau très oxygénées, mais alors dans des zones de contre-courant et dans des anfractuosités où ils peuvent se protéger. 
Criodrilus lacuum est fréquemment trouvé dans les racines de certaines plantes dont la grande berle (Sium latifolium) qui serait aux alentours de Budapest sa plante préférée selon Örley en 1887.

## Répartition
Les espèces de lombricidés aquatiques ne sont connues que dans une partie de l’hémisphère nord. Elles semblent endémiques du Paléarctique et actuellement seulement connues en Europe et au Japon (avec Criodrilus miyashitai découvert et décrit en 1937.
Mais l’espèce Criodrilus lacuum a été involontairement introduite dans les Amériques (Nord et Sud) où on la trouve  parfois dans la terre de pots de plantes palustres et de certaines rizières.

## Comportement
Il est encore mal connu. 
Selon M Bouché (1984), comme chez toutes les formes hygrophiles des vers dits « vers de terre », l'arrêt de l'activité correspond à une anhydrobiose avec de faibles et courtes possibilités de survie en sol sec, mais la dessiccation de leur milieu entraine la mort rapide de ces espèces « dont la distribution reflète fidèlement les sols en permanence humides »).

## Reproduction
C’est dans les racines subaquatiques ou enfoncées dans la vase que s’effectue la copulation et la ponte (dans des cocons qui ont l’apparence d’entéromorphe ajoute Örley. 

Après la ponte leur organe génital « dégénère ».

## Pathologies, parasitoses
En 1960, EM Karmanova a publié une étude sur le contenu du tube digestif de 55 criodriles collectés dans la région d’Odessa, 
- 60 % d’entre eux contenaient des larves de trématodes,
- 14 % étaient parasités par des larves de cestodes
- 69 % contenaient des larves de nématodes[9].

Des co-infestations étaient communes et jusqu’à 70 larves ont lors de cette étude été comptées par tube digestif.
La même année (1960), deux autres chercheurs ont montré que Criodrilus lacuum pouvait aussi être l'un des hôtes intermédiaires de trématodes des familles Echinostomatidae et Strigeidae

## Espèces proches
- Criodrilus ochridensis[11]
- Criodrilus bathybates est le lombric aquatique du lac Biwa.